# Neighborhood Playhouse School of the Theatre
Neighborhood Playhouse School of the Theatre – profesjonalna szkoła aktorska, od 1947 mieszcząca się przy 340 East 54th Street w Nowym Jorku, specjalizująca się w nauce tzw. techniki Meisnera, opracowanej przez wieloletniego nauczyciela i instruktora aktorstwa Sanforda Meisnera.

## Historia
Neighborhood Playhouse została założona w 1915 jako jeden z pierwszych teatrów off-broadwayowskich przez filantropki Alice Lewisohna i Irene Lewisohn, który funkcjonował do 1927, kiedy to został zamknięty. Swoją siedzibę miał w Henry Street Settlement. Teatr angażował się we współpracę z lokalną wspólnotą, poświęcając się odnawianiu korzeni dramatu, klasycyzmu i sztuki współczesnej. Rok później Neighborhood Playhouse ponownie został otwarty, tym razem z inicjatywy Rity Wallach Morgenthau. W 1935 dołączył Sanford Meisner, udzielający się ówcześnie w miejscowej grupie teatralnej. Wykorzystał on swoje badania nad rosyjskim teatrem, innowatorskimi występami na scenie i wiedzą o systemie Stanisławskiego, aby rozwijać własną technikę, stanowiącą alternatywę do stylu gry aktorskiej Lee Strasberga. Obecnie jest ona powszechnie uznawana i zaliczana do najnowocześniejszych technik aktorskich. Meisner wierzył, że badanie kunsztu aktorskiego było możliwe poprzez uzyskanie odpowiedniej techniki.
Scenarzysta Horton Foote spotkał się z aktorem Robertem Duvallem w Neighborhood Playhouse, kiedy ten występował w spektaklu The Midnight Caller w 1957. Po pozytywnym odbiorze, Duvall dostał rolę Arthura „Boo” Radleya w dramacie obyczajowym Zabić drozda (1962, reż. Robert Mulligan).
Harold G. Baldridge, dyrektor wykonawczy Emeritus of the Playhouse, absolwent szkoły był jej kierownikiem przez 32 lata. Sanford Meisner wycofał się z nauczania w 1990, i przez siedem lat pełnił funkcję dyrektora honorowego aż do swojej śmierci. Obecnie funkcję dyrektora wykonawczego sprawuje Pamela Moller Kareman, będąca również absolwentką Neighborhood Playhouse School of the Theatre.

## Oferta programowa
Szkoła oferuje program dwuletniej certyfikacji, z możliwością przyjęcia na drugi rok. Jest to jednak uzależnione od jednomyślnej decyzji zarządu wydziału. W ofercie szkoły znajduje się również tzw. intensywny tydzień sześciotygodniowy oraz sobotni treningowy program dla dzieci w klasach 1–12. Mają one możliwość uczęszczania na zajęcia ze śpiewu, aktorstwa i tańca w środowisku niekonkurencyjnym.

## Absolwenci
Opracowano na podstawie materiału źródłowego:

- R. J. Adams
- Agnes Morgan
- Nancy Addison
- Helen Arthur
- Elizabeth Ashley
- Dorothy A. Atabong
- Ashlie Atkinson
- Harold G. Baldridge
- Barbara Baxley
- Kim Basinger
- Amanda Bearse
- Pamela Bellwood
- Alice Lewisohn
- Michael Bendetti
- Ted Bessell
- Richard Boone
- Connie Britton
- James Caan
- Matthew Carnahan
- June Carter Cash
- Carol Channing
- Leonardo Cimino
- Dabney Coleman
- Charles E. Conrad
- Stephanie Courtney
- Mackenzie Davis
- James Doohan
- Illeana Douglas
- Charles S. Dubin
- Keir Dullea
- Griffin Dunne
- Robert Duvall
- William Esper
- Timothy Farrell
- Mary Fickett
- Joe Flanigan
- Meg Foster
- Leonard Frey
- Julie Garfield
- Betty Garrett
- Brian Geraghty
- Jeff Goldblum
- Jonathan Goldsmith
- Farley Granger
- Lee Grant
- Andre Gregory
- Jennifer Grey
- Tammy Grimes
- Wynn Handman
- David Hedison
- Dustin Hoffman
- Anne Jackson
- Allison Janney
- Jasmine Cephas Jones
- Marta Kauffman
- Diane Keaton
- Grace Kelly
- Ken Kercheval
- Walter Koenig
- Peter Leeds
- Irene Lewisohn
- Christopher Lloyd
- Tina Louise
- Sidney Lumet
- David Mamet
- Daniel Mann
- Kathleen Martin
- Dylan McDermott
- Darren McGavin
- Steve McQueen
- Christopher Meloni
- Peter Miller
- Leslie Moonves
- Yoko Narahashi
- Leslie Nielsen
- Chris Noth
- Edmond O’Brien
- Susan Oliver
- Chris Paine
- Gregory Peck
- Joanna Pettet
- Suzanne Pleshette
- Amanda Plummer
- Sydney Pollack
- Tom Poston
- Tony Randall
- Sally Jessy Raphael
- James Remar
- Bert Remsen
- Burt Reynolds
- Doris Roberts
- Wayne Rogers
- Jean Rosenthal
- Kelly Rowan
- Mark Rydell
- Sherie Rene Scott
- Marian Seldes
- Liza Snyder
- David Sobolov
- Scott Speedman
- Mary Steenburgen
- Tom Stewart
- Kenneth Tobey
- Paula Trueman
- Tom Tryon
- Brenda Vaccaro
- Gloria Vanderbilt
- Eli Wallach
- Jessica Walter
- Al Waxman
- Elizabeth Wilson
- Joanne Woodward
- Fei Xiang
- Otis Young